# GRRR Live!
Pour les articles homonymes, voir Grrr.
Albums de The Rolling Stones
Licked Live in NYC
(2022) Hackney Diamonds
(2023)
Grrr Live! est un album live et un film de concert du groupe de rock britannique The Rolling Stones paru le 10 février 2023. Reprenant le concert du 15 décembre 2012 au Prudential Center de Newark (New Jersey) dans le cadre de la tournée des cinquante ans (50 & Counting), ils font suite à la compilation GRRR! parue plus tôt dans l'année. 
Le film du concert était initialement disponible en 2012 en VOD sous le nom de One More Shot: The Rolling Stones Live. À l'occasion de la sortie de GRRR Live!, l'album et le film sont remixés et ré-édités. 
Le concert comporte des apparitions invitées de Lady Gaga, John Mayer, Gary Clark Jr., The Black Keys, Bruce Springsteen et l'ancien guitariste des Stones Mick Taylor. 
Outre sa version numérique, l'album est sorti en quatre formats physiques : 3×LP, 2×CD+Blu-ray, 2×CD+DVD et 2×CD.

## Accueil critique
Stephen Thomas Erlewine d'AllMusic écrit que « la setlist offre peu de surprises - si vous ne reconnaissez pas une chanson, c'est parce que c'est un nouveau morceau ajouté à GRRR! - mais les Stones sont en pleine forme, ne semblant jamais fatigués de jouer les tubes d'une manière qui garantit un moment splendide pour tous ». Emma Harrison de Clash a qualifié le concert de « l'un des spectacles les plus mémorables de l'histoire du groupe » et la compilation « répond sans équivoque à la description que cet ensemble d'œuvres est leur collection live Greatest Hits définitive ». Passant en revue l'album pour American Songwriter, Lee Zimmerman a estimé qu'il y avait « de nombreuses preuves d'un groupe encore à son apogée provocant » et « le fait que le groupe conserve toujours la même verve et la même véracité pendant tant d'années témoigne à la fois de la durée et de la durabilité ».

## Liste des titres
Toutes les chansons sont écrites et composées par Mick Jagger et Keith Richards, sauf mention contraire.
| 1.     | Get Off of My Cloud                                                         | 3:53  |
| 2.     | The Last Time                                                               | 4:14  |
| 3.     | It's Only Rock 'n Roll (But I Like It)                                      | 4:37  |
| 4.     | Paint It Black                                                              | 5:06  |
| 5.     | Gimme Shelter (avec Lady Gaga)                                              | 7:04  |
| 6.     | Wild Horses                                                                 | 5:48  |
| 7.     | Going Down (écrite par Don Nix) (avec John Mayer et Gary Clark Jr.)         | 6:32  |
| 8.     | Dead Flowers                                                                | 5:01  |
| 9.     | Who Do You Love? (avec the Black Keys ; écrite par Ellas McDaniel)          | 4:19  |
| 10.    | Doom and Gloom                                                              | 4:34  |
| 11.    | One More Shot (écrite par Jagger, Richards et Steve Jordan)                 | 3:44  |
| 12.    | Miss You                                                                    | 6:59  |
| 13.    | Honky Tonk Women                                                            | 4:32  |
| 14.    | Band Introductions                                                          | 4:28  |
| 15.    | Before They Make Me Run                                                     | 4:22  |
| 16.    | Happy                                                                       | 4:08  |
| 17.    | Midnight Rambler (avec Mick Taylor)                                         | 12:02 |
| 18.    | Start Me Up                                                                 | 4:39  |
| 19.    | Tumbling Dice (avec Bruce Springsteen)                                      | 4:53  |
| 20.    | Brown Sugar                                                                 | 5:24  |
| 21.    | Sympathy for the Devil                                                      | 7:04  |
| 22.    | You Can't Always Get What You Want (avec la chorale de Trinity Wall Street) | 8:50  |
| 23.    | Jumpin' Jack Flash                                                          | 5:47  |
| 24.    | (I Can't Get No) Satisfaction                                               | 6:59  |
| 135:00 |                                                                             |       |

## Classements
| Classement (2023)                  | Meilleure position |
| ---------------------------------- | ------------------ |
| Australie Albums (ARIA)            | 96                 |
| Autriche (Ö3 Austria Top 40)       | 2                  |
| Belgique (Flandre Ultratop)        | 3                  |
| Belgique (Wallonie Ultratop)       | 5                  |
| Pays-Bas (Mega Album Top 100)      | 2                  |
| France (SNEP)                      | 55                 |
| Allemagne (Media Control AG)       | 3                  |
| Hongrie (Mahasz)                   | 34                 |
| Italie Albums (FIMI)               | 81                 |
| Japon Hot Albums (Billboard Japan) | 90                 |
| Écosse (OCC)                       | 6                  |
| Espagne (Promusicae)               | 13                 |
| Suisse (Schweizer Hitparade)       | 2                  |
| Royaume-Uni (UK Albums Chart)      | 21                 |
| États-Unis (Billboard 200)         | 193                |